# 14922 Ohyama
14922 Ohyama este un asteroid din centura principală de asteroizi.

## Descriere
14922 Ohyama este un asteroid din centura principală de asteroizi. A fost descoperit pe 2 octombrie 1994 la Kitami de Kin Endate și Kazuro Watanabe. Asteroidul prezintă o orbită caracterizată de o semiaxă mare de 2,29 ua, o excentricitate de 0,21 și o înclinație de 5,5° în raport cu ecliptica.